# 아슈마카
아슈마카(산스크리트어: अश्मक) 또는 아사카(팔리어: अस्सक)는 고대 인도의 십육대국 중 하나로, 불교 문헌인 앙굿따라 니까야와 푸라나에 따르면 기원전 700년부터 425년 또는 345년까지 존재했던 국가이다. 고다바리강 주변과 그 사이에 위치했으며, 오늘날 텔랑가나주와 마하라슈트라주에 해당한다. 수도는 포탈리 또는 포다나로 다양하게 불렸으며, 오늘날 텔랑가나주의 보단으로 확인되었다.

## 위치
아슈마카는 물라카와 칼링가 사이의 고다바리강 유역에 위치해 있었다.
아슈마카의 수도는 포다나(Podana), 포탈리(Potali), 파우다냐푸라(Paudanyapura), 포타나(Potana) 등으로 다양하게 명명된 도시로, 오늘날의 보단(Bodhan)에 해당한다.

## 역사
아슈마카 왕국은 브라마나 시대에 이미 존재했는데, 당대 아슈마카의 왕 브라흐마다타는 비데하의 레누와 카시의 다타랏타 또는 드리타라슈트라와 동시대의 왕으로 언급되었다.
아슈마카는 십육대국 시대에 서쪽에 위치한 작은 물라카 왕국을 합병했고, 이후 아반티의 남쪽 이웃이 되었다.
카라벨라의 하티굼파 비문(기원전 2세기)에는 "마시카"(마시카나가라), "무시카"(무시카나가라) 또는 "아시카"(아시카나가라)로 해석되는 도시에 대한 카라벨라의 위협에 대해 언급하고 있다. N. K. 사후는 아시카를 아슈마카의 수도라고 밝혔다. 아제이 미트라 샤스트리에 따르면, "아시카나가라"는 현재의 나그푸르 지역 (왕강가 강)의 아담 마을에 위치했다고 한다. 이 마을에서 발굴된 병마용 물개에 아스마카 자나파다가 언급되어 있다. 아슈마카는 또한 고대에 프라티슈타나로 알려진 페이탄 주변의 물라카 지역도 포함하고 있었다. 숫타니파타에 따르면 사케타 또는 아요디아는 슈라바스티에서 프라티슈타나로 가는 남쪽 길 (닥시나파타)에서 처음으로 멈춘 곳이었다.

## 마하바라타
서사시 마하바라타에서는 아슈마카라는 이름의 왕이 코살라의 왕이자 이크슈바쿠 왕조의 통치자인 사우다사의 양자라고 언급한다. 이에 따르면 사우다사의 아내 마다얀티는 남편의 명을 받아 자손을 낳게 되었다. 그 아름다운 마다얀티가 그에게 들어가자 아슈마카라는 아들을 얻었다(1,122년). 이 역사는 왕비가 오랫동안 뱃속에서 배아를 낳았다고 덧붙이는 (1,197년)에도 반복된다. 그녀는 임신에 조급해해서, 돌멩이(산스크리트어로 अश्मन्)로 배를 때려서 태어난 아들의 이름은 아슈마카이다. 그는 위대한 왕이 되었고 파우다냐라는 도시를 세웠다.
쿠루크셰트라 전쟁 때 아슈마카는 7.83에서 드리스타디윰나와 함께 판다바의 편에 섰다고 언급되는 한편, 7,35에서는 카우라바에 편에 섰다고 언급되는데, 이에 따르면 "아비만유는 잘 부러진 말을 타고 재빨리 아슈마카의 아들을 확인했다. 그의 앞에 있던 잘생긴 아슈마카의 아들은 열 개의 창으로 그를 찌르며 '잠깐만요, 잠깐만요' 하고 말했다. 그러자 아비만유는 열 개의 창으로 아슈마카의 말과 전차, 표준과 두 팔과 활과 머리를 잘라 땅에 떨어뜨리고 웃으면서 말했다. 이렇게 아슈마카의 영웅적인 통치자가 수바드라의 아들에게 죽임을 당하자, 그의 군대 전체가 흔들리며 들판에서 날아가기 시작했다."
또한 아슈마카는 카르나가 강력한 적들을 정복했다고 드리타라슈트라가 이야기할 때 포함된 나라들 중 하나이다. (8.8)
아슈마카 수만투는 쿠루의 영웅 비슈마의 마지막 날에 쿠루크셰트라에 모인 현자들 중의 현자였다.

## 같이 보기
- 인도의 역사
- 자나파다

## 참고 문헌
- Bakker, Hans (1984). 《Ayodhya, Part 1: The History of Ayodhya from the seventh century BC to the middle of the 18th century》. Groningen: Egbert Forsten. ISBN 9069800071.
- Raychaudhuri, Hemchandra (1953). 《Political History of Ancient India: From the Accession of Parikshit to the Extinction of Gupta Dynasty》. University of Calcutta.